# Oscaecilia zweifeli
Oscaecilia zweifeli és una espècie d'amfibis gimnofions de la família Caeciliidae. Habita a Guyana Francesa i Guyana. Els seus hàbitats naturals inclouen boscos secs tropicals o subtropicals, plantacions, jardins rurals, zones prèviament boscoses ara molt degradades.